# 朝日町 (山形県)

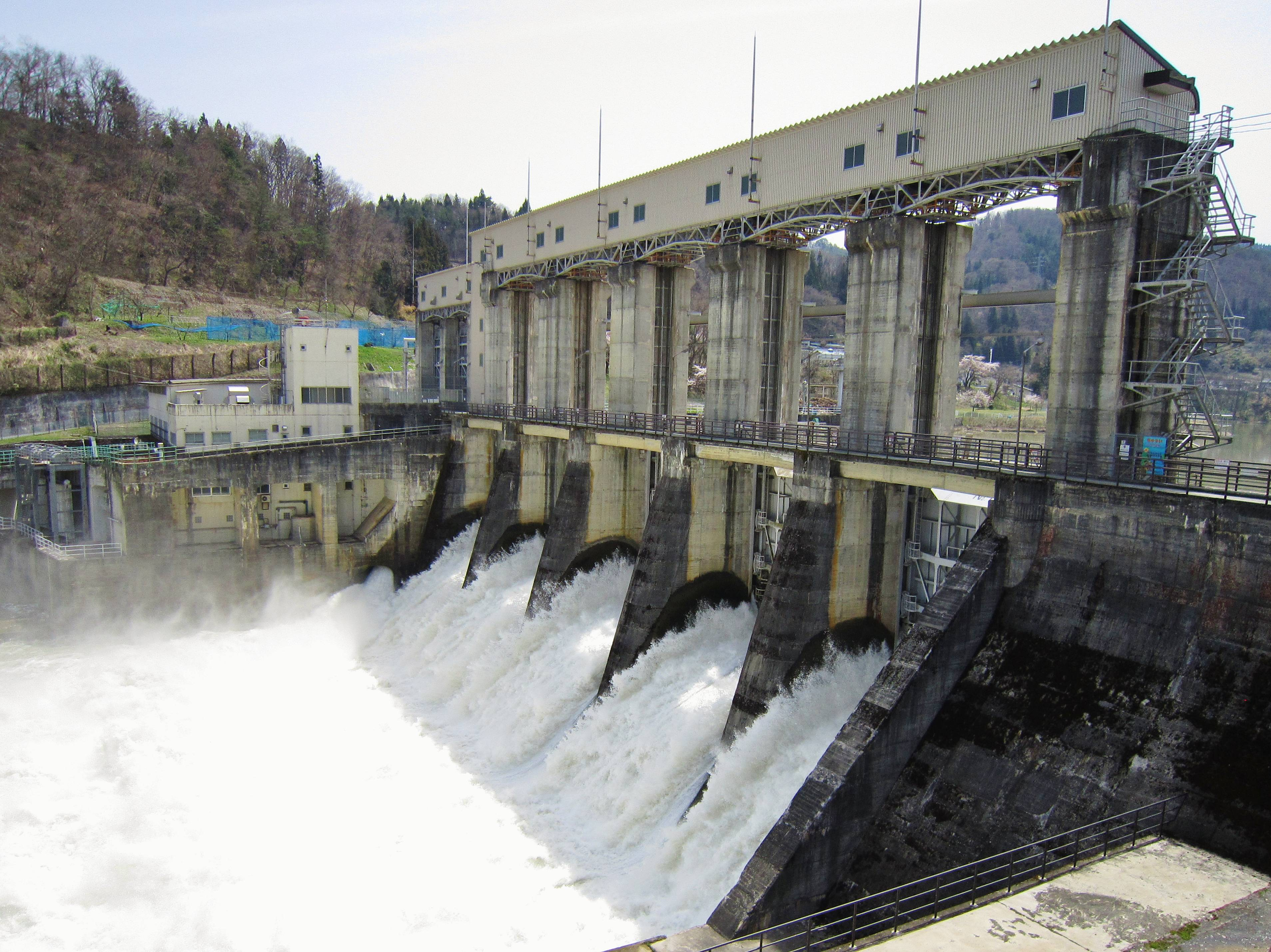
上郷ダム

朝日町（あさひまち）は、山形県の中央部にある人口約6千人の町。

## 地理
- 山: 朝日岳
- 河川: 最上川

## 歴史
- 1954年（昭和29年）11月1日 - 宮宿町、大谷村、西五百川村が合併し、朝日町誕生。
- 1955年（昭和30年）10月10日 - 針生地区が西置賜郡白鷹町に編入。

## 行政
- 町長：鈴木浩幸（2004年（平成16年）11月から、4期目）
- 町議会：定数12人（任期は2023年4月30日まで）

## 経済

### 産業
- 主な産業

果樹（リンゴ、ブドウなど）を中心とした農業。またアーモンドも栽培されており、道の駅朝日町りんごの森の近くにアーモンドの森が存在する。

#### 製造業
- 朝日相扶製作所
- アイジー工業

### 郵便局
- 大谷郵便局
- 宮宿郵便局（集配局）
- 西五百川郵便局
- 和合簡易郵便局
- 三中簡易郵便局

### 金融機関
- さがえ西村山農業協同組合 - 指定金融機関[2]
- 山形銀行宮宿支店

## 姉妹都市・提携都市
- 宮城県七ヶ浜町
  - 海の子山の子で定期的に交流をしていたのをきっかけに友好の町を提携[3]。

## 地域

### 人口
| |                                        |  |
| 朝日町と全国の年齢別人口分布（2005年） | 朝日町の年齢・男女別人口分布（2005年） |  |
| ■紫色 ― 朝日町 ■緑色 ― 日本全国 | ■青色 ― 男性 ■赤色 ― 女性              |  |
| 朝日町（に相当する地域）の人口の推移 \| 1970年（昭和45年） \| 12,501人 \| \| \| 1975年（昭和50年） \| 11,646人 \| \| \| 1980年（昭和55年） \| 11,109人 \| \| \| 1985年（昭和60年） \| 10,875人 \| \| \| 1990年（平成2年） \| 10,417人 \| \| \| 1995年（平成7年） \| 9,819人 \| \| \| 2000年（平成12年） \| 9,337人 \| \| \| 2005年（平成17年） \| 8,593人 \| \| \| 2010年（平成22年） \| 7,856人 \| \| \| 2015年（平成27年） \| 7,119人 \| \| \| 2020年（令和2年） \| 6,366人 \| \| |                                        |  |
| 総務省統計局 国勢調査より |                                        |  |
| 1970年（昭和45年） | 12,501人                               |  |
| 1975年（昭和50年） | 11,646人                               |  |
| 1980年（昭和55年） | 11,109人                               |  |
| 1985年（昭和60年） | 10,875人                               |  |
| 1990年（平成2年） | 10,417人                               |  |
| 1995年（平成7年） | 9,819人                                |  |
| 2000年（平成12年） | 9,337人                                |  |
| 2005年（平成17年） | 8,593人                                |  |
| 2010年（平成22年） | 7,856人                                |  |
| 2015年（平成27年） | 7,119人                                |  |
| 2020年（令和2年） | 6,366人                                |  |

### 教育

#### 小学校
- 朝日町立宮宿小学校

宮宿小学校は、文部科学省が推進する「学力向上フロンティア」指定校（フロンティアスクール）である。
- 朝日町立西五百川小学校
- 朝日町立大谷小学校

#### 中学校
- 朝日町立朝日中学校

## 行政施設
- 朝日町エコミュージアムコアセンター 創遊館

## 交通

### 空港
- 町域に空港はない。最寄りの空港は東根市にある山形空港である。

### 鉄道路線
- 町域に鉄道駅はない。最寄りの鉄道駅は大江町にある左沢駅である。

### 路線バス
- 山交バス - 寒河江市と朝日町を大江町経由で結ぶ寒河江宮宿線を運行。
  - 寒河江駅前 - 柴橋 - 左沢駅前 - 左沢高校前 - 大谷 - 沼向 - 朝日町役場
- 朝日町・山形市間直行バス（町営） - 朝日町内の各地と山形市内の主要高校や山形駅を結ぶ。平日のみ運行（土曜日には山形市行きのみ運行）。
- 寒河江市・朝日町間直行バス（町営） - 寒河江市・大江町と朝日町を結ぶ。平日の朝日町行き1本のみ運行。

かつて運行していたコミュニティバス
- 朝日町民バス（2010年3月31日で廃止） → デマンドタクシー（2010年4月1日）

### 道路

#### 高速道路
- 町域にインターチェンジはない。最寄りのインターチェンジは寒河江市にある山形自動車道寒河江ICである。なお、ETCに関しては寒河江SAが朝日町への最寄りのICである。

#### 一般国道
- 国道287号

#### 都道府県道
- 主要地方道
  - 山形県道9号長井大江線
  - 山形県道18号山形朝日線

## 観光など

### 名所・旧跡

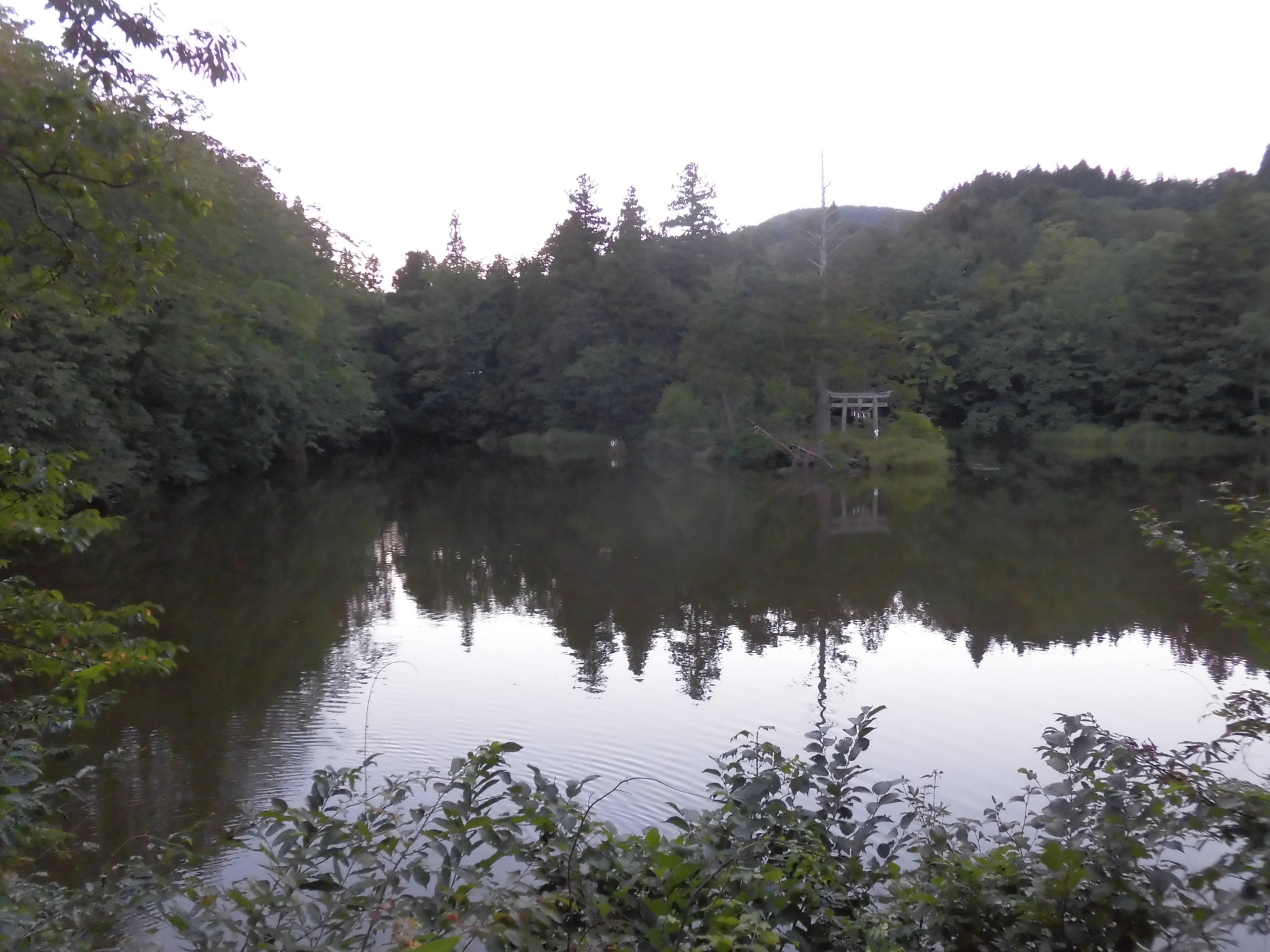
大沼の浮島

- 朝日連峰（磐梯朝日国立公園）
- 日本の棚田百選「椹平」 一本松公園
- 大沼の浮島（国の名勝）
- 佐竹家住宅（国の重要文化財）
- 若宮寺鐘楼堂（町指定文化財）
- 馬神ため池と大谷の郷 - ため池百選

### 観光地
- asahi自然観
  - スノーパーク
  - 空気神社
- りんご温泉
- 朝日町ワイン城
- ダチョウ村
- 朝日鉱泉
- 道の駅あさひまち

### 祭事・催事
- 豊龍神社例祭(5月3日)
- 浮島稲荷神社例祭(5月5日)
- 朝日連峰夏山開き(6月5日)
- 空気祭り(6月上旬)
- 浮島 島まつり(7月第三日曜日)
- 朝日川渓流祭り(8月第一日曜日)
  - 朝日川の立木河川公園にて開催。ニジマスやイワナ、ヤマメなどのつかみ採りが行われる。
- 春日神社例祭(8月15日)
- 大谷風神祭(8月31日)
- 朝日町ワイン祭り(9月23日)
  - 創遊館芝生広場にて開催。朝日町ワインが飲み放題で国産牛のバーベキューなどが食べられる。
- 朝日町産業まつり(11月下旬)
- asahi自然観スキー場開き(12月中旬)

## 出身者
- 西沢定吉（衆議院議員、天童町長）
- 長岡良子（漫画家）
- 遠藤綾（声優）
- 増田孝介（みちのく銀行元頭取）